# Correntina (kommun)
Correntina är en kommun i Brasilien.   Den ligger i delstaten Bahia, i den östra delen av landet, 400 km nordost om huvudstaden Brasília. Antalet invånare är 31 259.
Följande samhällen finns i Correntina:
- Correntina

Omgivningarna runt Correntina är huvudsakligen savann. Runt Correntina är det mycket glesbefolkat, med 2 invånare per kvadratkilometer.